# 大山武人
大山 武人（おおやま たけと、1972年7月10日 - ）は、NHKのシニアアナウンサー。

## 人物
私立高槻高等学校、東京大学経済学部卒業後1998年入局。人と防災未来センター・リサーチフェロー。

## 現在の出演番組
- 関西ラジオワイドメインパーソナリティ。（2021年7月 - ）[2]
- 関西のニュース

## 過去の出演番組
高松放送局時代
- ニュース6いきいき香川

宮崎放送局時代
- いっちゃがワイド

奈良放送局時代
- ならナビキャスター

大阪放送局時代（1度目）
- ぐるっと関西おひるまえキャスター
- 関西ラジオワイド

大津放送局時代
- おうみ発630（キャスター）
- おうみ845

大阪放送局時代（2度目）
- 関西発ラジオ深夜便（アンカー：2023年12月15日 - 16日）
- 令和6年能登半島地震の緊急報道対応による金沢放送局への応援派遣
  - ニュースいしかわ845（2024年1月30日）
  - おはよう石川（2024年1月31日）
- 京コトはじめ 笑いの伝統芸能　狂言（語り：2024年3月29日）